# Down by Law
Down by Law (bra Daunbailó; prt Vencidos pela Lei) é um filme teuto-norte-americano de 1986, do gênero comédia dramática, escrito e dirigido por Jim Jarmusch e estrelada por Tom Waits, John Lurie e Roberto Benigni.

## Sinopse
Zack e Jack são alvo de ciladas, sendo condenados por crimes que não cometeram e indo parar na cadeia. Posteriormente, chega à cela o italiano Roberto, que fala muito mal o inglês, mas é um camarada engraçado e de bem com vida. Além de garantir momentos de alegria aos colegas presos, Roberto é o único que sabe como escapar daquela prisão no meio do nada no estado da Louisiana.